# Pedro Osvaldo Salvia
Pedro Osvaldo Salvia (n. 23 de octubre de 1952 -  f. en Viamão, Brasil, 18 de junio de 2015), fue un policía y represor de Argentina condenado por crímenes cometidos en la dictadura que gobernó Argentina entre 1976 y 1983.

## Trayectoria
Se desempeñó en el sector de operaciones del Grupo de Tareas 3.3.2 cumpliendo tareas en la ESMA entre 1977 y 1980. Fue juzgado por su participación en el secuestro y asesinato del periodista Rodolfo Walsh, pesando una orden de captura y ofrecimiento de recompensa a quien pudiera brindar datos sobre su paradero desde el 28 de abril de 2008.

## Fallecimiento
Salvia falleció en Brasil el 18 de junio de 2015 en el hospital de Cardiología de Viamão según un informe de la Policía Federal de Brasil que lo buscaba por un pedido de extradición de Argentina en el marco de la investigación del crimen de Rodolfo Walsh. Aunque no se logró capturarlo vivo la embajada argentina va a repatriar su cuerpo. El causal del fallecimiento habría sido un paro cardíaco.